# كازوهيرو هاتاكياما
كازوهيرو هاتاكياما (باليابانية: 畠山和洋؛ بالكانا: はたけやま かずひろ) هو لاعب كرة قاعدة ياباني، ولد في 13 سبتمبر 1982 في هاناماكي في اليابان.

## وصلات خارجية
- كازوهيرو هاتاكياما على موقع الدوري الياباني لكرة القاعدة (الإنجليزية)
- كازوهيرو هاتاكياما على موقعبيزبول رفرنس.كوم (الدوري الثانوي) (الإنجليزية)